# ابودا-بکاش‌مدیر
اُبودا-بکاش‌مِدْیِر (به مجاری: Óbuda-Békásmegyer) ناحیهٔ ۳ از ۲۳ ناحیهٔ بوداپست در مجارستان است و ۳۹٫۷ کیلومتر مربع مساحت و ۱۳۰٬۴۱۵ نفر جمعیت دارد.

## خواهرخوانده
شهر آمستل‌فین خواهرخواندهٔ اُبودا-بکاش‌مِدْیِر است.